# Ligne d'Auvernier aux Verrières frontière (-Pontarlier)
La Ligne d'Auvernier aux Verrières frontière (-Pontarlier), parfois appelée « ligne des Verrières », est une des lignes ferroviaires exploitée par les Chemins de fer fédéraux suisses (CFF) ; entre la gare de Pontarlier et la frontière franco-suisse, le tronçon appartient à Réseau ferré de France, mais la caténaire est alimentée selon le système suisse.
Elle constitue la ligne n° 221 du réseau ferré Suisse.

## Historique
- 7 novembre 1859 : les premiers trains circulent entre Auvernier et Neuchâtel, avec la mise en service de la ligne du Pied-du-Jura entre Vaumarcus et Le Landeron par la compagnie du Chemin de fer Franco-Suisse (FS)
- 25 juillet 1860 : mise en service Auvernier–Les Verrières–Pontarlier
- 1er janvier 1872 : le FS fusionne avec le Lausanne–Fribourg–Berne (LFB) et l'Ouest Suisse (OS) pour devenir le Chemin de fer de la Suisse-Occidentale (SO)
- 28 juin 1881 : fusion du SO avec le Chemin de fer du Simplon, naissance de la Compagnie de la Suisse occidentale et du Simplon (SOS)
- 1er janvier 1890 : fusion du SOS avec le Jura–Bern–Luzern (JBL) pour devenir le Chemin de fer Jura-Simplon (JS)
- 1er mai 1903 : le Jura–Simplon est nationalisé et intégré dans les Chemins de fer fédéraux suisses (CFF)
- 23 décembre 1927 : mise en service de l'électrification sur la ligne du Pied-du-Jura par les CFF
- 22 novembre 1942 : mise en service de l'électrification Auvernier–Les Verrières
- 3 juin 1956 : mise en service de l'électrification Les Verrières–Pontarlier
- 31 mai 1987 : inauguration de la liaison TGV Berne–Neuchâtel–Paris-Gare de Lyon via Les Verrières[2]
- 23 mai 1993 : suppression de la desserte régionale entre Travers et Pontarlier, remplacement par un service de bus[3]
- 14 décembre 2013 : suppression de la liaison TGV Berne- Neuchâtel-Paris-Gare de Lyon remplacement par un service de train de remplacement[4]